# Pavel Korobkov
Pavel Valer'evič Korobkov (in russo Павел Валерьевич Коробков?; Gulistan, 18 ottobre 1990) è un ex cestista e allenatore di pallacanestro russo.

## Palmarès

### Giocatore
- VTB United League: 4

CSKA Mosca: 2014-15, 2015-16, 2016-17, 2017-18
- Eurolega: 1

CSKA Mosca: 2015-16